# Eutypiose
L'eutypiose est une maladie cryptogamique de la vigne provoquée par une espèce de champignons ascomycètes lignicoles, Eutypa lata. En France, il est signalé pour la première fois en 1977 dans le Languedoc.

## Cycle du champignon
Il se conserve sous forme de périthèces (contient des ascospores) sur le bois mort. La maladie se répand avec la pluie d'hiver, les ascospores pénétrant par les plaies, notamment celles créées par la taille. Le mycélium se développe dans les cellules des vaisseaux du bois.

## Symptômes de la maladie

### Observations
- Rameaux nanifiés à entre nœuds courts, non aoûtés
- Feuilles nanifiées et chlorosées
- Inflorescences érigées, coulure et millerandage. Production quasi nulle.
- Vieux bois: Les parties mortes sont dures et cassantes. On peut observer sur le bois des nécroses brunes très marquées et des périthèces de champignon sur le bois dénudé de son écorce.

### Époque propice à l'observation
Lors de printemps humides, l'extériorisation des symptômes est plus importante. Ces symptômes peuvent disparaitre sans pour autant que la maladie régresse et quelques années plus tard, ils réapparaissent avec plus de force, montrant l'évolution de la maladie. 

### Sensibilité des cépages
Certains cépages extériorisent plus la maladie, comme : cabernet sauvignon, chasselas blanc B et chasselas rose Rs, chenin, cinsaut, mauzac blanc et rose, muscadelle, négrette, sauvignon et ugni blanc.
D'autres cépages sont moins sensibles, comme : aligoté, merlot, grolleau, petit verdot, sémillon, sylvaner.

## Moyens de lutte

### Prophylaxie
D'après le cours de protection des vignobles :
- vérifier la solidité du point de greffe dès la plantation ;
- éviter la taille en guyot, responsable de grosses plaies ;
- tailler les cépages sensibles au printemps. La sève qui pleure gène l'infection par les spores ;
- mastiquer les plaies de tailles avec un baume bactéricide ;
- désinfecter les outils de taille entre chaque cep, en particulier dans les parcelles où la présence de la maladie a été constatée ;
- couper les parties atteintes jusqu'au bois sain et brûler les bois morts ;
- ne pas stocker de bois morts ou ceps arrachés à l'air libre. Ils doivent être détruits (brulés) ou mis à l'abri de la pluie ;
- faire les tailles en vert (épamprage et bourgeonnage) à l'aide d'un sécateur : plaie plus franche qui cicatrise plus vite.

### Lutte chimique
Depuis novembre 2009, un traitement contre l'eutypiose est homologué (y compris pour l'agriculture biologique)